# Уленбек, Джордж Юджин
Джо́рдж Юджин У́ленбек (англ. George Eugene Uhlenbeck; 6 декабря 1900, Батавия, Голландская Ост-Индия (ныне Джакарта, Индонезия) — 31 октября 1988, Боулдер, США) — американский физик-теоретик голландского происхождения. Член Национальной академии наук США (1955), а также ряда других научных обществ мира. Научные работы относятся в основном к квантовой механике, атомной и ядерной физике, кинетической теории, статистической механике, нелокальной квантовой теории поля. Наибольшую известность приобрёл благодаря открытию спина электрона, совершённому совместно с Сэмюэлом Гаудсмитом.

## Биография

### Происхождение и образование
Джордж (или Георг) Уленбек родился в столице Голландской Ост-Индии Батавии (ныне Джакарта, Индонезия) в семье Юджениуса Мариуса Уленбека, подполковника Голландской Ост-Индской армии, и Анны Марии Беегер, дочери голландского генерал-майора. Род Уленбека имеет немецкие корни, его предки перебрались в Голландию в середине XVIII века. В семье было шесть детей, двое умерли в раннем возрасте от малярии. Впоследствии помимо Джорджа получил известность и его брат Эйгениус Мариус (нидерл. Eugenius Marius Uhlenbeck), ставший лингвистом и знатоком яванского языка, профессором Лейденского университета.
Уленбеки часто переезжали с места на место, жили одно время на Суматре, где Джордж получил первые элементы образования. В 1905 году отец вышел в отставку (главным образом, чтобы обеспечить детей достойным образованием), и вскоре семья вернулась на родину, осев в Гааге. Там Джордж занимался в начальной и средней школе и под влиянием своего учителя всерьёз заинтересовался физикой. Он прочитал университетский учебник, написанный Хендриком Лоренцем, изучил дифференциальное и интегральное исчисление. В июле 1918 года Уленбек сдал заключительные школьные экзамены, однако поступить в университет он не мог. По законам того времени для поступления требовалось знание греческого языка и латыни, которые изучались лишь в гимназии, а не в обычной городской школе, которую он окончил. Военная карьера, которую предлагали ему выбрать родители, его не интересовала. Поэтому в сентябре 1918 года он решил поступить в Технологический институт в Делфте на отделение химического машиностроения. Здесь ему не слишком нравилось: надо было посещать большое число лекций и лабораторных занятий по химии. Впрочем, той же осенью закон о языках был изменён (древние языки более не требовались для поступления на отделения точных наук), и Уленбек в январе 1919 года был зачислен на отделение математики и физики Лейденского университета. Здесь царили совершенно иные порядки: лекций было не много и их можно было не посещать, необходимо было лишь выполнить за семестр определённое количество лабораторных экспериментов. В это время Уленбек увлёкся кинетической теорией газов. Большим подспорьем для понимания идей Людвига Больцмана стала классическая статья по статистической механике, написанная Паулем и Татьяной Эренфестами для математической энциклопедии.
В декабре 1920 года Уленбек сдал кандидатский (candidaat) экзамен по математике и физике. Став выпускником, он посещал лекции Пауля Эренфеста по электродинамике и статистической механике, а также был приглашён на знаменитые семинары Эренфеста, проходившие по средам. На третьем году своего обучения Уленбек получил государственную стипендию, которая компенсировала оплату за обучение и стала большой помощью для его небогатых родителей. Кроме того, он смог позволить себе снять комнату в Лейдене, а не ездить ежедневно из Гааги. В сентябре 1921 — июне 1922 года он подрабатывал преподавателем в школе. Это занятие ему не нравилось, главным образом из-за своей неспособности навести порядок и дисциплину в классе.

### Римский период
В конце 1921/22 учебного года Эренфест на лекции объявил о возможности поработать преподавателем в Риме. Вызвался Уленбек, и с сентября 1922 по июнь 1925 года он работал домашним учителем сына голландского посла в Риме, преподавая ему математику, физику, химию, голландский и немецкий языки, а также голландскую историю. Однако каждое лето Уленбек проводил на родине, а в сентябре 1923 года сдал экзамен на магистерскую степень (doctorandus).
За первый год пребывания в Риме Уленбек изучил итальянский язык, что позволило ему посещать лекции по математике в Римском университете, которые читали известные учёные Федериго Энрикес, Туллио Леви-Чивита и Вито Вольтерра. Осенью 1923 года по поручению Эренфеста он разыскал молодого физика Энрико Ферми и передал ему список вопросов по поводу его последней статьи. Они скоро подружились и организовали небольшой коллоквиум для маленького кружка молодых физиков. В следующем году Уленбек предложил Ферми провести три месяца в Лейдене и более тесно пообщаться с Эренфестом. Это стало поворотным пунктом в дальнейшей карьере итальянского учёного и позволило ему почувствовать уверенность в своих силах, подорванную неудачной стажировкой в Гёттингене.
За время своего нахождения в Риме Уленбек всерьёз увлёкся историей, особенно историей культуры, и практически забросил свои занятия физикой. Он посещал Нидерландский исторический институт в Риме, изучал работы лейденского профессора Йохана Хейзинги и других историков и даже опубликовал статью о Йоханнесе ван Хееке (нидерл. Johannes van Heeck), одном из основателей Академии деи Линчеи. Когда в июне 1925 года Уленбек вернулся в Голландию, он задумался о том, чтобы переквалифицироваться в историка: он познакомился с Хейзингой, советовался со своим двоюродным дядей Кристианом Корнелиусом Уленбеком, известным лингвистом. Первым делом надо было изучить латынь и греческий, а пока было решено закончить обучение на физика и получить докторскую степень. Вскоре Эренфест познакомил Уленбека с Сэмом Гаудсмитом, от которого он узнал о положении дел в теории спектров. Увлёкшись совместной работой, Уленбек постепенно отказался от своей затеи стать историком.

### Лейден, Мичиган и Утрехт
Осенью 1925 года Эренфест назначил Уленбека своим ассистентом. Совместная работа, начатая Уленбеком и Гаудсмитом летом этого года, много дала обоим молодым учёным: первый узнал о проблемах квантовой теории спектров, а второй смог взглянуть на них с точки зрения более общих физических соображений. Как вспоминал впоследствии сам Гаудсмит,

Непредубеждённость и свежесть восприятия Уленбека, когда он занялся атомными проблемами, множество его скептических замечаний и умных вопросов привели нас к ряду новых существенных результатов… <>… как физики мы с Уленбеком мало походили друг на друга. Это лучше всего объяснить на следующем упрощённом примере. Когда я ему рассказал о {\displaystyle g}-факторах Ланде, то он спросил, к моему большому удивлению: «Кто такой Ланде?» Когда же он упомянул четыре степени свободы электрона, то я спросил его: «А что такое степень свободы?»

Итогом этого сотрудничества стало открытие Уленбеком и Гаудсмитом спина электрона. В 1927 году подошло время заканчивать обучение и писать докторскую диссертацию. С этой целью Уленбек провёл несколько месяцев (с апреля по июнь) в Копенгагене, а на обратном пути заехал в Гёттинген, где узнал о полностью квантовомеханической трактовке спина, данной Вольфгангом Паули, и познакомился с Робертом Оппенгеймером, учеником Макса Борна. Вместе они вернулись в Лейден. Защита диссертации на тему статистической механики (применение новой квантовой статистики к описанию идеального газа) состоялась в Лейдене 7 июля 1927 (в тот же день защитился и Гаудсмит).

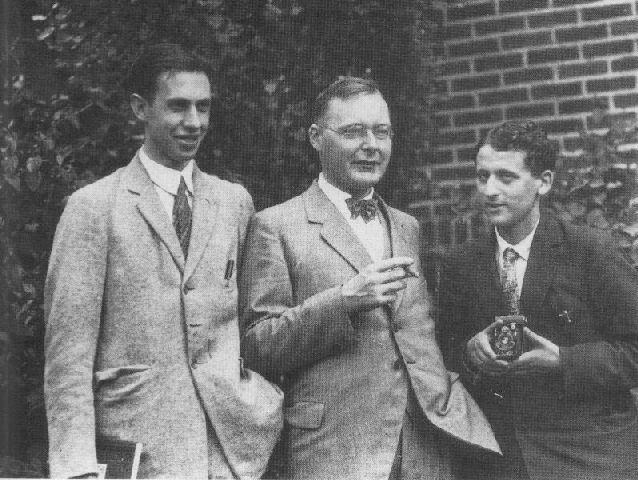
Анн-Арбор, около 1928 года. Слева направо: Джордж Уленбек, Хендрик Крамерс и Сэмюэл Гаудсмит

К тому времени Уленбек и Гаудсмит уже приняли предложение занять место Оскара Клейна в Мичиганском университете в Анн-Арборе. Ещё весной Эренфест уговорил мистера Уолтера Колби, занимавшегося поиском подходящих кандидатур в Европе, взять на это место сразу двух человек, «чтобы им было с кем поговорить». Перед самым отъездом, 23 августа 1927 года, Уленбек женился на Эльзе Опхорст (Else Ophorst), студентке химического факультета Лейденского университета. В нью-йоркском порту их встретил Оппенгеймер и после нескольких дней у него в гостях в начале сентября они прибыли поездом в Анн-Арбор. Несмотря на провинциальный статус Мичиганского университета, к этому времени здесь сформировалась небольшая компания талантливых молодых теоретиков: помимо вновь прибывших Уленбека и Гаудсмита здесь работали Отто Лапорте, ученик Арнольда Зоммерфельда, и Дэвид Деннисон, ученик Клейна. Вскоре самым важным событием в жизни университета стали ежегодные летние школы: благодаря связям Уленбека и Гаудсмита в Мичиган с лекциями приезжали многие ведущие физики (Эренфест, Крамерс, Ферми, Паули, Зоммерфельд, Дирак и др.) Кроме того, Уленбек организовал для студентов семинар в эренфестовском духе.
После самоубийства Эренфеста его место в Лейдене занял Хендрик Крамерс, а должность последнего в Утрехтском университете была предложена Уленбеку. Не испытывая особого к этому желания, тем не менее в 1935 году он вернулся в Голландию. В 1938 году он вновь посетил Америку, где в течение осеннего семестра читал лекции в качестве приглашённого профессора в Колумбийском университете и где вновь встретился с Ферми, от которого узнал об открытии деления ядра. Вскоре Уленбек принял окончательное решение перебраться за океан.

### Окончательный переезд в Америку. Последние годы
В августе 1939 года, перед самым началом Второй мировой войны, Уленбек покинул Европу. Он вновь работал в Мичиганском университете. В 1942 году у него родился сын Ольке Корнелис, ставший впоследствии известным биохимиком, членом Национальной академии наук США. Во время войны в 1943—1945 годах Уленбек временно примкнул к радиационной лаборатории Массачусетского технологического института, где занимался теорий волноводов и разработкой радарной техники. Под его руководством работали математик Марк Кац, который стал ему близким другом и с которым он впоследствии много сотрудничал, и Юлиан Швингер, отказавшийся работать над атомными проблемами в Чикаго. Осенью 1945 года Уленбек вернулся в Анн-Арбор. В 1952 году он получил американское гражданство, а спустя два года был назначен на почётный пост профессора физики имени Генри Кархарта (Henry Carhart Professor of Physics).
В последующие годы Уленбек периодически работал в Институте перспективных исследований в Принстоне (1948/49 и 1958/59 годы), Брукхейвенской национальной лаборатории (1959). Он был избран президентом Американского физического общества на 1959 год. В 1960 году Уленбек перебрался на должность профессора в Рокфеллеровский институт медицинских исследований (Нью-Йорк), который под руководством Детлева Бронка преобразовался в Рокфеллеровский университет и где присоединился к своему старому другу Марку Кацу. В 1971 году Уленбек получил почётное звание и ушёл в отставку, однако не прекратил активно работать и участвовать в обсуждении важнейших научных проблем. В 1984 году он пережил удар, после чего уже не смог вернуться к занятиям наукой. В следующем году его сын Ольке, профессор микробиологии Иллинойсского университета, забрал его к себе в Урбану. В 1986 году Ольке получил должность в Колорадском университете, и семья переехала в Боулдер. Здесь Уленбек и скончался в результате очередного удара.

## Научная деятельность

### Открытие спина электрона

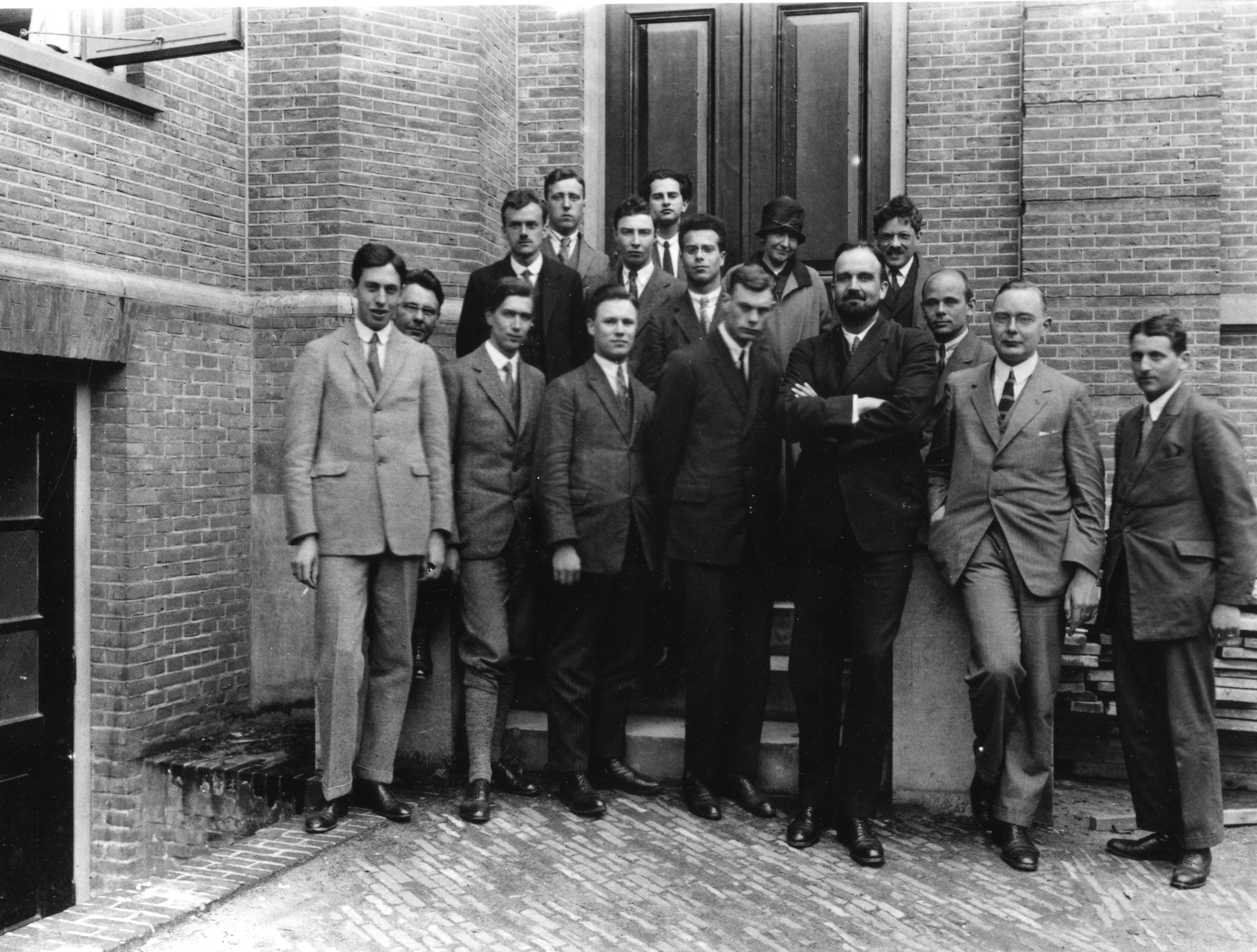
Лейден, 1926 год. Сотрудники Хейке Камерлинг-Оннеса и Пауля Эренфеста. Крайний слева — Джордж Уленбек

В октябре 1925 года Уленбек совместно с Сэмом Гаудсмитом ввёл в физику концепцию спина: на основе анализа спектроскопических данных они предложили рассматривать электрон как «вращающийся волчок», обладающий собственным механическим моментом, равным {\displaystyle (1/2)\hbar }, и собственным магнитным моментом, равным магнетону Бора. Схожие идеи приходили в голову многим физикам, однако не были сформулированы с достаточной отчётливостью. Так, ещё в 1921 году Артур Комптон, пытаясь объяснить магнитные свойства вещества, высказал мысль об электроне, вращающемся «подобно миниатюрному гироскопу». Позже Вольфганг Паули в знаменитой работе, посвящённой принципу запрета, был вынужден приписать электрону «двузначность, не описываемую классически». В начале 1925 года Ральф Крониг предположил, что эту двузначность можно объяснить вращением электрона вокруг оси, однако вскоре он столкнулся с серьёзными трудностями (согласно расчётам, скорость на поверхности электрона должна превышать скорость света). Кроме того, эта гипотеза встретила негативную реакцию со стороны Паули, Хендрика Крамерса и Вернера Гейзенберга, и Крониг решил не публиковать её.
По-видимому, эта двузначность (четвёртая степень свободы, или квантовое число, электрона) была также исходным пунктом работы Уленбека и Гаудсмита, и они также решили связать её с вращением электрона вокруг своей оси. Они изучили старые работы Макса Абрагама, посвящённые вращению заряженной сферы, но вскоре столкнулись с теми же трудностями, что и Крониг. Тем не менее, они сообщили о своей гипотезе Эренфесту, которому она понравилась. Он предложил своим ученикам написать небольшую заметку для журнала Die Naturwissenschaften и показать её Хендрику Лоренцу. Лоренц произвёл ряд вычислений электромагнитных свойств вращающегося электрона и продемонстрировал нелепость выводов, к которым приводит эта гипотеза. Уленбек и Гаудсмит посчитали за лучшее не публиковать свою статью, однако было поздно: Эренфест уже отослал её в печать. По этому поводу он заметил:

Вы оба достаточно молоды, чтобы позволить себе сделать одну глупость!
Оригинальный текст (нем.)Sie sind beide jung genug um sich eine Dummheit leisten zu konnen!

Появление статьи Уленбека и Гаудсмита породило бурное обсуждение гипотезы спина в научных кругах. Помимо отмеченных затруднений, к которым приводило представление о вращении электрона, оставалась нерешённой проблема лишнего множителя 2, появлявшегося в выражении для сверхтонкой структуры водородного спектра. Поэтому поначалу отношение к спину было весьма скептическим. Решающей оказалась позиция Нильса Бора, который с воодушевлением воспринял появление этой гипотезы, открывавшей новые возможности для описания атома. Бор предложил Уленбеку и Гаудсмиту ещё раз изложить свои доводы в статье для журнала Nature и сопроводил её своими замечаниями. Окончательно правильность идеи о спине стала ясна весной 1926 года, когда расчёты спин-орбитального взаимодействия, проведённые Ллевеллином Томасом и Яковом Френкелем с учётом релятивистских эффектов (так называемая томасовская прецессия), позволили объяснить тонкую структуру спектров (в том числе избавиться от лишнего множителя) и аномальный эффект Зеемана.
Идея спина буквально витала в воздухе: помимо уже упомянутых учёных, схожие мысли высказывали Гарольд Юри (для электрона), Шатьендранат Бозе (для фотона) и тот же Паули (для атомного ядра). По этой причине однозначно определить приоритет в вопросе открытия спина не представляется возможным. Видимо, это и стало основной причиной того, что открытие спина так и не было удостоено Нобелевской премии.

### Статистическая механика
Вопросы статистической механики представляли для Уленбека, как ученика Эренфеста, особый интерес. Впервые он обратился к ней в своей диссертации, посвящённой описанию идеального газа на основании статистик Ферми — Дирака и Бозе — Эйнштейна. Это привело его к проблеме конденсации Бозе-Эйнштейна: он вступил в полемику с Эйнштейном, утверждая, что в точном описании этого процесса не возникает никаких сингулярностей или разрывов. Впоследствии, в 1937 году, была высказана идея, что резкий фазовый переход может происходить лишь в термодинамическом пределе, когда число частиц вещества стремится к бесконечности. Основываясь на этой мысли, он сформулировал (совместно со своим учеником Борисом Каном) критерий существования конденсационного перехода в газе. Проблема конденсации, остававшаяся в центре его внимания на протяжении всей оставшейся жизни, привела его к подробному изучению математики линейных графов, исследованию конденсации одномерного газа с экспоненциальным притяжением и жёсткой сердцевиной, уравнения состояния Ван-дер-Ваальса, а также к нескольким работам по теории сверхтекучего гелия.
Уленбек внёс большой вклад в теорию броуновского движения: совместно с Гаудсмитом рассмотрел вращательное броуновское движение, а в классической работе 1930 года вместе с Леонардом Орнштейном (англ. Leonard Ornstein) учёл инерцию броуновских частиц (так называемый процесс Орнштейна — Уленбека (англ. Ornstein–Uhlenbeck process)). Кроме того, совместно с Е. Юлингом (E. Uehling) он вывел кинетическое уравнение для квантового газа (квантовая теория явлений переноса), получил выражения для второго и третьего вириального коэффициентов, изучал вопросы приближения к равновесию, написал ряд работ по кинетической теории и классической статистической физике. Уленбек активно использовал статистические методы в других разделах физики (ядерной физике, теории космических лучей, дисперсии звука, теории ударных волн), ввёл в научный обиход термин «Нулевое начало термодинамики».

### Ядерная физика и другие важнейшие работы
Уленбек одним из первых применил теорию бета-распада Энрико Ферми, рассмотрев возможность спонтанного распада протона и нейтрона. В 1935 году совместно со своим учеником Эмилем Конопинским он модифицировал теорию Ферми, добившись лучшего соответствия экспериментальным данным (впоследствии эта модификация была отвергнута). В следующем году он обобщил эту теорию на случай позитронного распада (независимо от Джанкарло Вика), вычислил коэффициенты внутренней конверсии гамма-лучей с образованием пар, рассчитал спектры внутреннего тормозного излучения. В 1941 году Уленбек вернулся к теории Ферми и в совместной с Конопинским работе дал классификацию разрешённых и запрещённых переходов. В 1950 году он предсказал существование бета-гамма корреляций и направленных корреляций при каскадных ядерных процессах. Существование этих явлений ставилось в то время под сомнение, однако вскоре экспериментаторы обнаружили их. Ныне эти корреляции используются для классификации ядерных состояний по угловому моменту и чётности.
В 1932 году совместно с Дэвидом Деннисоном Уленбек рассмотрел квантовомеханическую задачу о двойном минимуме в рамках приближения ВКБ. Это позволило им рассчитать так называемое инверсионное расщепление линий колебательного спектра молекулы аммиака, которое вскоре было экспериментально обнаружено Нилом Уильямсом (англ. Neal H. Williams) и Клодом Клитоном (англ. Claud E. Cleeton) при помощи разработанного ими магнетрона. В конце 1930-х годов Уленбек участвовал в разработке теории космических лучей (совместно с Уиллисом Лэмбом и др.). В конце 1940-х — начале 1950-х годов вместе с Абрахамом Пайсом он предпринял попытку избавиться от расходимостей в квантовой электродинамике путём модификации уравнений электромагнитного поля, введя таким образом в теорию нелокальное действие. Хотя им не удалось достичь поставленной цели, в ходе исследования были разработаны новые математические подходы, а также показано, к чему могут приводить те или иные изменения, вносимые в основы теории.

## Оценки личности и творчества
Оценивая личность Уленбека, Абрахам Пайс писал:

В те годы [конец 1940-х] зародилась наша глубокая дружба с Джорджем. Она продолжалась до самой его смерти. Я гораздо лучше понял его, особенно ту примечательную черту его личности, которую я называю чистотой. Как сказал об этом однажды Крамерс, Джордж был «единожды рождённым» (характеристика, изобретённая Уильямом Джеймсом).

Эта особенность характера Уленбека проявлялась в его научной и преподавательской работе. По словам профессора Коэна (E. G. D. Cohen), ученика Уленбека,

Все статьи Уленбека сравнительно короткие и выделяются своей лаконичностью, точностью и ясностью, они прекрасно отполированы с целью более глубокого понимания основной проблемы в статистической физике. Они не содержат длинных формальных выводов и почти все связаны с конкретными проблемами… они были примером классического благородства, математической чистоты и ясности… Он чувствовал, что нечто действительно оригинальное делается лишь однажды — как спин электрона, — а остальное время тратится на прояснение основ.
Оригинальный текст (англ.)Uhlenbeck's papers are all relatively short and stand out by their conciseness, precision, and clarity, finely honed to a deeper understanding of a basic problem in statistical physics. They do not contain long formal derivations and are almost all geared to concrete problems. ... they were of a classic nobility, mathematical purity and clarity ... He felt that something really original one did only once - like the electron-spin--the rest of one's time one spent on clarifying the basics.

Многие современники Уленбека отмечали его педагогический талант. Его бывший сотрудник Джордж Форд так охарактеризовал эту сторону личности Уленбека:

Он был великолепным лектором и толкователем с глубоким пониманием своего предмета и систематической манерой подачи материала, приправленной тонким юмором.
Оригинальный текст (англ.)He was a superb lecturer and expositor, with a deep grasp of his subject and an orderly delivery of great clarity, spiced with subtle humor.

Как в своей научной деятельности, так и в работе со студентами проявлялась та классическая традиция, наследником которой был Уленбек.
Пайс, как и другие его ученики, столкнулись с ней на своём личном примере:

Через много лет я рассказал Уленбеку о том, как тяжело дался мне этот первый день, проведённый в беседе с ним. Он с улыбкой ответил, что и сам прошёл через это, когда впервые встретился с Эренфестом. А Эренфест, в свою очередь, получил тот же урок от великого Людвига Больцмана в Вене. Эта традиция является частью обучения в великом старом стиле, который направлен на обучение лишь нескольких студентов… Между тем, я думаю, старая школа преподавания ушла в небытие, поскольку теперь гораздо большее число студентов получает высшее образование.

## Награды
- Гиббсовская лекция (1950)
- Профессор Лоренца Лейденского университета (1955)
- Медаль Эрстеда Американской ассоциации учителей физики[40] (1956)
- Медаль имени Макса Планка (1964)
- Профессор Ван-дер-Ваальса Амстердамского университета (1964)
- Медаль Лоренца (1970)
- Национальная медаль науки США (1976)[41]
- Орден Оранж-Нассау (1977)
- Премия Вольфа (1979)

## Публикации

### Книги
- Threshold Signals / Eds. J. L. Lawson, G. E. Uhlenbeck. — New York: McGraw-Hill, 1950.
- G. E. Uhlenbeck, G. W. Ford. The theory of linear graphs with applications to the thory of the virial development of the properties of gases // Studies in Statistical Mechanics / Eds. J. de Boer, G. E. Uhlenbeck. — Amsterdam: North-Holland, 1962. — P. 123—346.
- G. E. Uhlenbeck, G. W. Ford. Lectures in Statistical Mechanics. — Providence: American Mathematical Society, 1963. Русскоязычное издание: Дж. Уленбек, Дж. Форд. Лекции по статистической механике. — М.: Мир, 1965.

### Основные статьи
- G. E. Uhlenbeck, S. Goudsmit. Spinning Electrons and the Structure of Spectra // Nature. — 1926. — Vol. 117. — P. 264—265.
- G. E. Uhlenbeck, L. S. Ornstein. On the Theory of the Brownian Motion // Physical Review. — 1930. — Vol. 36, № 5. — P. 823—841.
- O. Laporte, G. E. Uhlenbeck. Application of Spinor Analysis to the Maxwell and Dirac Equations // Physical Review. — 1931. — Vol. 37, № 11. — P. 1380—1397.
- D. M. Dennison, G. E. Uhlenbeck. The Two-Minima Problem and the Ammonia Molecule // Physical Review. — 1932. — Vol. 41, № 3. — P. 313—321.
- E. A. Uehling, G. E. Uhlenbeck. Transport Phenomena in Einstein-Bose and Fermi-Dirac Gases. I // Physical Review. — 1933. — Vol. 43, № 7. — P. 552—561.
- E. J. Konopinski, G. E. Uhlenbeck. On the Fermi Theory of β-Radioactivity // Physical Review. — 1935. — Vol. 48, № 1. — P. 7—12.
- M. E. Rose, G. E. Uhlenbeck. The Formation of Electron-Positron Pairs by Internal Conversion of γ-Radiation // Physical Review. — 1935. — Vol. 48, № 3. — P. 211—223.
- E. J. Konopinski, G. E. Uhlenbeck. On the Fermi Theory of β-Radioactivity. II. The "Forbidden" Spectra // Physical Review. — 1941. — Vol. 60, № 4. — P. 308—320.
- M. C. Wang, G. E. Uhlenbeck. On the Theory of the Brownian Motion. II // Reviews of Modern Physics. — 1945. — Vol. 17, № 2—3. — P. 323—342.
- A. Pais, G. E. Uhlenbeck. On Field Theories with Non-Localized Action // Physical Review. — 1950. — Vol. 79, № 1. — P. 145—165.
- D. L. Falkoff, G. E. Uhlenbeck. On the Directional Correlation of Successive Nuclear Radiations // Physical Review. — 1950. — Vol. 79, № 2. — P. 323—333.
- M. Kac, G. E. Uhlenbeck, P. C. Hemmer. On the van der Waals Theory of the Vapor‐Liquid Equilibrium. I. Discussion of a One‐Dimensional Model (недоступная ссылка — история) // Journal of Mathematical Physics. — 1963. — Vol. 4, № 2. — P. 216—228.

### Некоторые статьи на русском языке
- Г. Е. Юленбек. Воспоминания о профессоре П. Эренфесте. // УФН. — 1957. — Т. 62, вып. 7. — С. 367—370.
- Г. Уленбек. Фундаментальные проблемы статистической механики. // УФН. — 1971. — Т. 103, вып. 2.